# Rod Belfitt
 (décembre 2023).
Roderick Michael Belfitt est un footballeur anglais né le 30 octobre 1945 à Doncaster. Il évoluait au poste d'attaquant.

## Biographie
Rod Belfitt est joueur de Leeds United de 1964 à 1971,,.
Il joue ses premiers matchs en première division anglaise lors de la saison 1964-1965.
Il dispute la Coupe des villes de foires avec Leeds lors de nombreuses campagnes européennes.
Lors de la campagne 1966-67 : il dispute 7 matchs. En demi-finale aller, il inscrit un triplé contre le Kilmarnock FC (victoire 4-2 à Leeds). Il dispute les deux matchs de la finale perdue contre le Dinamo Zagreb.
La saison suivante en  1967-68 : il joue 4 rencontres et inscrit un but lors du 2e tour contre le Partizan Belgrade. Il dispute le match aller de la finale : Leeds gagne sur le score de 1-0 la double confrontation contre le Ferencváros TC.
La même année, le club anglais remporte la Coupe de la Ligue anglaise contre Arsenal sur le score de 1-0 : Belfitt rentre en jeu durant le match.
En 1969, Leeds est sacré  champion d'Angleterre : lors de la saison, Belfitt prend part à 8 matchs et inscrit 3 buts.
Le club dispute alors la Coupe des clubs champions en 1969-1970, il marque un doublé contre le FK Lyn en seizièmes de finale retour. Leeds dispute une campagne qui s'arrête en demi-finale, mais le joueur ne dispute plus aucun match par la suite en C1.
Leeds remporte à nouveau la Coupe des villes de foire en 1971. Lors de la campagne européenne, Belfitt joue 6 matchs et inscrit un but en huitièmes de finale contre le Sparta Prague. Il ne dispute cependant pas la finale contre la Juventus.
En 1971, il rejoint Ipswich Town qu'il représente deux saisons.
Lors de la saison 1972-1973, il est joueur d'Everton FC.
Belfitt est ensuite joueur de Sunderland de 1973 à 1975.
Après des passages à Fulham puis à Huddersfield Town, il raccorche les crampons en 1976.
Rod Belfitt joue au total 129 matchs pour 32 buts marqués en première division anglaise. Au sein des compétitions européennes, il dispute 25 matchs de Coupe des villes de foire pour 6 buts marqués et 1 match pour 2 buts marqués en Coupe des clubs champions.

## Palmarès
Leeds United
- Coupe des villes de foires (2) :
  - Vainqueur : 1967-68 et 1970-71.
  - Finaliste : 1966-67.

- Championnat d'Angleterre (1) :
  - Champion : 1968-69.

- Coupe de la Ligue anglaise (1) :
  - Vainqueur : 1967-68.